# Matt Skiba
Matthew Thomas „Matt“ Skiba (* 24. února 1976 Chicago, Illinois, USA) je americký zpěvák a kytarista, člen skupin Alkaline Trio a bývalý člen skupiny Blink-182.

## Život a kariéra
Narodil se v Chicagu, avšak vyrůstal v nedalekém městě McHenry. Od dětství hrál na klavír a bicí, později však přešel ke kytaře. V roce 1996 založil s baskytaristou Robem Doranem a bubeníkem Glennem Porterem kapelu Alkaline Trio. Oba jeho spoluhráči byli později nahrazeni jinými hudebníky. Své první album nazvané Goddamnit kapela vydala roku 1998 a později vydala řadu dalších alb. V roce 2001 odehrál své první sólové turné. Roku 2005 přispěl sólovouísní „Demons Away“ na kompilační album Protect: A Benefit for the National Association to Protect Children. Později přispěl na několik dalších podobných alb. Rovněž působil v jednorázovém projektu Heavens, s nímž roku 2006 vydal desku Patent Pending. Své první sólové album s názvem Demos vydal v roce 2007, obsahuje však pouze demoverze jeho písní. Další sólové album Babylon vydal roku 2012 a druhé s názvem KUTS vydal v roce 2015 (doprovázela jej zde skupina The Sekrets). Roku 2015 nahradil Toma DeLonga v kapele Blink-182.